# Испанско наследство
Въпросът за Испанско наследство е един от най-важните дипломатически казуси в модерната история на Европа. От това как ще бъде решен той зависи съдбата на някои от най-важните европейски държави, както и цялостната политическа карта на континента. Най-сериозният опит за решаването на този въпрос е т. нар. Война за испанското наследство (1701 – 1714 г.), но като цяло той занимава умовете на европейските дипломати през целия век от 1648 до 1748 г.

## Формиране на Испанското наследство
Въпросът за Испанското наследство е толкова важен, защото то е голямо като територия и обхваща стратегически важни части от Европа. Тъй като се формира най-вече по династичен път (чрез бракове и наследяване), то се счита за „легитимно“ от гледна точка на останалите владетели. В основата на Испанското наследство стоят три брака с голямо историческо значение. От една страна е бракът между кастилската кралица Изабел I и арагонския крал Фернандо II през 1469 г. Когато десет години по-късно двамата реално наследяват властта в страните си, се приема, че е поставено началото на обединена Испания. И ако Кралство Кастилия е разположена само на Иберийския полуостров, то Кралство Арагон владее Южна Италия (Неапол), Сицилия и Сардиния (виж Неаполитанско кралство, Сицилианско кралство и Сардинско кралство), както и Балеарските острови и областта Русийон (Росельон) в Южна Франция. Другият важен брак е между императора на Свещената Римска империя Максимилиан I и Мария Бургундска – наследница на херцогство Бургундия и всичките му владения – Нидерландия, Брабант, Фландрия, Люксембург, Артоа и др. Чрез този брак те се сливат в обща държава с Австрия и прилежащите ѝ области. Децата от тези два брака Хуана Лудата и Филип Хабсбург осъществяват третия важен брак през 1496 г. Техният първороден син Карл V става единствен и законен наследник на всички тези земи.
През своето управление (1516/1519 – 1555/1556 г.) Карл V присъединява към всичко това херцогство Милано и северните нидерландски провинции, но постепенно разбира, че е трудно, ако не и невъзможно да управлява цялата тази колосална структура. Още през 1521 г. той отстъпва неофициално Австрия на брат си Фердинанд, а през 1555 и 1556 г. абдикира от всичките си владения, като ги поделя между сина си Филип II и брат си. Именно в този момент той свързва съдбата на Испания с тази на Нидерландия и Бургундия, като оставя всичко под властта на Филип. Много историци смятат, че по този начин той е обрекъл Испания на политическа катастрофа, ангажирайки я твърде много да защитава присъствието си в Северна Европа.
При неговите наследници Хабсбургите, които управляват Испания до 1700 г., това наследство се променя значително. Филип II присъединява Португалия през 1580 г., но през 1668 г. Испания признава независимостта ѝ. От друга страна той губи Северна Нидерландия (днешна Нидерландия), която въстава през 1572 г. и нейната независимост също е призната, но през 1648 г. Ако дотук промените са предимно благодарение на вътрешни центробежни процеси, след 1648 г. започва намесата и на външни сили – Франция. През 1659 г. Фелипе IV е принуден да отстъпи на Луи XIV Артоа и Русийон (виж Френско-испанска война), а синът му Карлос II – Лил през 1668 (виж Деволюционна война) и Франш-Конте (Бургундия) през 1678 г. (виж Нидерландска война).
Не трябва да се забравят и колониите в Америка, които носят огромни приходи от добиваното в Перу сребро. След като Ернан Кортес завоюва държавата на ацтеките (Мексико) през 1521 г., а Франсиско Писаро – държавата на инките през 1533 г., може да се каже, че испанската корона вече владее достатъчно територии в този нов и непознат континент, които представляват значителна част от наследството. Не само по площ, но и по доходи те привличат значително внимание и завист от страна на испанските съперници.

## Претендентите за наследството
Испанските Хабсбурги са слаба династия от генетична гледна точка, защото поради целенасочената си политика на бракове с близки роднини (братовчедки, племенници, лели) династията постепенно се изражда. Освен това осигуряването на мъжкия наследник е сравнително трудно. Фелипе II успява да се сдобие с единствен здрав син едва от четвъртия си брак, когато е вече на 50 години. Фелипе III има трима сина, но само престолонаследникът живее достатъчно дълго и има деца. Що се отнася до Фелипе IV, неговият пръв и обичан син Балтазар живее само 17 години (1629 – 1646), а с втори син се сдобива едва през 1661 г. от втората си съпруга, която му е племенница. Момчето Карлос II е с толкова недъзи, че до 12 години едва ходи, говори и мисли. Едва на тази възраст здравето му поукрепва и заинтригуваните европейски дипломати разбират, че няма да умре скоро, но е ясно, че не може да има никакви деца.
Дълги периоди (1568 – 1578, 1598 – 1605, 1646 – 1661 и 1661 – 1700) минават без Испания да има мъжки наследник на престола. През това време мъртта на краля би дала веднага наследството в ръцете на дъщерите му, омъжени за различни европейски владетели. Първата дъщеря на Фелипе ІV Мария Тереза (да не се бърка с австрийската императрица, 1740 – 1780 г.) се омъжва през 1660 г. за Луи ХІV и това е съвсем умишлен ход на кардинал Мазарини. Втората Маргарита става жена на австрийския император Леополд І. Испанските Хабсбурги ясно предпочитат френските Бурбони и австрийските Хабсбурги за брачни партньори, но отношението към тях не е еднакво. Докато испанските принцеси са принуждавани да се отказват от правата си върху наследството, когато се омъжват за френски крале, това не е така при бракове с братовчедите от Австрия. Така се подсигуряват правата им, тъй като според испанските владетели точно те трябва да ги наследят.
Френските претенции са сериозни, тъй като документите за отказ на техните кралици нямат достатъчна тежест, зa да анулират правата на кръвта. Още през 1657 г. Луи XIV заявява, че за него отказът на съпругата му е невалиден, тъй като зестрата ѝ не е платена. Две години по-късно той започва Деволюционната война срещу Испания, известна още като първа война за Испанското наследство. До голяма степен цялата външна политика на Луи се върти около този въпрос, но през 70-те и 80-те години Испания остава на заден план в плановете му. Така той е първият важен претендент за наследството,.
Претенциите на Леополд І се основават освен на факта, че съпругата му не се е отказала от правата си, и на родството на династиите. Става дума за два клона на един и същи род, което австрийските юристи не пропускат да изтъкнат. Много по назад и като морални основания, и като политическа сила остават португалският крал и савойският херцог, а освен тях други практически няма.

## Договори за подялба
Първият договор за подялба на наследството е сключен по време на Деволюционната война през януари 1668 г., когато изглежда, че Луи XIV бързо ще погълне цялата испанска империя. Френските дипломати предлагат на Леополд I договор за подялба и той бързо приема. Взема за себе си Испания, Милано, Сардиния и владенията в Америка, а Нидерландия, Франш-Конте, Южна Италия и Сицилия дава на Франция. Този договор не влиза в сила, тъй като войната скоро е прекратена, но Леополд до края на живота си съжалява за него и повече никога не се съгласява на каквато и да е подялба.
Много европейски държави се страхуват, че ако френските крале или австрийските Хабсбурги наследят Испания, ще се получи огромна и могъща империя, която ще наруши сериозно равновесието на континента. Всички малки сили споделят това опасение, както и Англия и Нидерландия. Под общата власт на Уилям III след 1689 г., двете сили ясно заявяват, че искат Испанското наследство да бъде поделено между претендентите (дори не само Австрия и Франция), а Англия настоява и за известни компенсации. На противоположното мнение са Хабсбургите в Мадрид и Виена, според които дележ не трябва да има. Но докато виенският двор е убеден също така, че правата са на негова страна, в Мадрид приемат и други възможни наследници – само да не се дели империята.
По това време Испанското наследство се приема като съвкупност от три части – ядката (Испания), която се смята за неделима, европейските владения, които имат автономия и които най-лесно могат да бъдат взети от други сили, и колониите в Америка, които също са силно свързани с Испания, за да бъдат отделяни от нея. През 1696 г. Карлос II се разболява тежко и едва не умира, което изведнъж поставя испанския въпрос отново на дневен ред. Луи XIV и Уилям III бързо се сближават поради общата си готовност да делят наследството и през 1698 г. изготвят втория договор за подялба. Той е силно компромисен документ, тъй като дава Испания с колониите ѝ на 6-годишния баварски принц Йозеф-Фердинанд, внук на Леополд и без особени шансове да наследи Бавария. По настояване на Уилям и Нидерландия остава за принца, а Франция получава само Неапол и Сицилия. Австрия трябва да се задоволи с херцогство Милано. Естествено, Леополд отхвърля договора, но е изумен, че братовчед му Карлос II потвърждава в завещанието си правата на бавареца, макар и без да признава клаузите за подялба. До конфликт така и не се стига, защото съвсем скоро Йозеф-Фердинанд умира и всичко трябва да се предоговори.
Този път няма компромисна фигура и Испания трябва да се даде или на Франция, или на Австрия. За да улесни ситуацията, Луи обявява, че не той ще вземе испанския престол, а неговия втори внук Филип д'Анжу. Същото прави и Леополд от името на втория си син Карл, по-късно Карл VI. В третия договор за подялба отново се стига до компромис, тъй като Испания, Сардиния, Милано и колониите остават за австрийците, а за французите – само Неапол и Сицилия. Нидерландия остава за бащата на Йозеф-Фердинанд като компенсация, но истинската цел на Уилям III е да запази тази област като буфер между Франция и родината си – Нидерландия. Леополд отново не приема споразумението, но Луи XIV и Уилям III заявяват, че ще го изпълнят ако трябва и със сила. През 1700 г. Карлос II оставя ново завещание, в което изненадващо предава всичко на Филип д'Анжу и скоро след това умира. По този начин той поставя Луи XIV в тежката дилема дали да изпълни договора си с английския крал или да признае благоприятното за династията му завещание.

## Войната за испанското наследство (1701 – 1714 г.)
Основна статия: Война за испанското наследство
Вместо да избере мира, приятелството с Англия и сигурната власт в Италия, Луи XIV решава да осигури испанския престол за внука си, ако трябва и с война. В началото Англия не е готова да се бие, а и Австрия, която току-що е приключила война с Османската империя, но една реплика на френския крал променя ситуацията. Когато изпраща внука си, той казва „Няма вече Пиренеи“, което е разбрано като намек, че Испания ще бъде напълно инкорпорирана във Франция. Уилям III и Леополд I бързо възстановяват Великия съюз – антифренска коалиция от 1689 г., включваща също Нидерландия, Савоя, Бранденбург и други германски държавици. Така през 1701 г. започва Войната за Испанското наследство, в която Франция може да разчита само на съюза на Бавария и Испания.
Целта на Великия съюз е да изгони френския принц (коронясан като Фелипе V) от Испания и да постави там австриеца Карл, обявен за крал под името Карлос III. Освен това да върне Франция в старите ѝ граници отпреди 40 години в началото на войните на Луи XIV. Военните действия се водят в Нидерландия, Италия, по река Рейн и в Испания. За разлика от досегашните войни обаче французите търпят серия поражения (Луцара, Бленхайм, Уденарде, Рамили), нанесени им от двама блестящи генерали на съюзниците – херцог Марлборо и Евгений Савойски. В Испания започва гражданска война между кастилците, подкрепящи Фелипе V и североизтока (каталонците), подкрепящи Карлос III. На два пъти през 1707 и 1710 г. австрийският принц превзема Мадрид, но се налага да бяга. Победите на френско-испанската армия при Алменара, Бриуега и Вила Висиоса даряват крайната победа на френския претендент. Тя превзема Барселона през 1714 г. За оцеляването на Франция в цялостната война обаче са необходими повече усилия, тъй като кризата, която я обхваща през 1709 г. е жестока. Едва равната битка на Вилар при Малплаке и победата му при Денен през 1712 г. показват, че Франция няма да бъде победена.
По договора от Утрехт през 1713 г. Англия признава властта на Фелипе V в Испания, а Франция признава, че австрийците са взели Неапол, Сардиния, Нидерландия и Милано, а Савоя е получила Сицилия. Освен това Англия получава превзетия през 1704 г. Гибралтар и остров Менорка (от Балеарските). Фелипе се отказва от всичките си претенции към френския престол. Той обаче не признава чуждите завоевания на части от испанската империя и затова не сключва договор с Австрия. Карлос III също не се отказва от намерението си да вземе Испания. Без значение, че такъв договор няма, промените са реални – Испания остава цяла, но изгубва европейските си владения, за сметка на което запазва колониите си. Клон на династията на Бурбоните замества Хабсбургите – Бурбоните са на власт в Испания в лицето на Фелипе Испански.

## Опити на Испания за възстановяване на империята
Вместо да се заеме с решаването на сериозните си вътрешни проблеми, Фелипе V иска да възстанови испанската империя във вида, в който я е заварил през 1700 г. В това отношение той е подтикван от втората си жена Изабела Фарнезе, принцеса на Парма и от нейния фаворит кардинал Алберони. Испания показва нарастваща агресивност и без да се вслуша в предупрежденията на европейските държави минава в настъпление. През 1716 г., използвайки един конфликт между Австрия (заета с нова война с турците) и Савоя, испански части завземат остров Сардиния. По този начин Испания не нарушава мира, тъй като все още е във война с Австрия. Срещу нея обаче се създава съюз от Англия, Нидерландия и Франция, които искат запазване и признаване на статуквото. Когато Австрия и Савоя се присъединяват към него през 1718 г. (Четворният съюз), Испания напада Сицилия. Експедицията е впечатляваща и има успехи, но англичаните я провалят като свалят 3000 души в Месина и унищожават испанския флот при нос Пасаро. Прави се последен опит за мирно разрешаване на проблема и през януари 1719 г. Англия и Франция обявяват война на Испания. Атаката им е неотразима и именно тя принуждава Фелипе V да сключи мир (януари 1720 г.). Той се изтегля от Сардиния и Сицилия, които се разменят между Австрия и Савоя и подписва мирен договор и с Карлос III. Австрия признава властта му в Испания, а той признава властта ѝ в отнетите от нея територии. Така първият опит за възстановяване на испанската империя е смазан от решителните действия на Четворния съюз.
След този епизод основната цел на испанската политика става осигуряването на херцогство Парма за първородния и любим син на Изабеле Фарнезе – дон Карлос (по-късно Карлос III). През 1729 г. след силен дипломатически натиск Испания убеждава Англия и Франция да подкрепят тази претенция с договора от Севиля. През 1730 г. Изабела Фарнезе изпраща войски в близката област Тоскана, за да са готови да подкрепят принца, но в отговор Австрия окупира Парма. Едва не се стига до война, която се разминава, когато родът Фарнезе се изчерпва и императорът се оттегля, признавайки властта на дон Карлос (1731 г.). Все пак само две години по-късно война между Франция и Австрия все пак избухва по полския въпрос (Войната за полското наследство 1733 – 1735 г.) и Испания не чака, за да се намеси. С армията си дон Карлос нахлува в Южна Италия, разбива австрийците при Битонто (май 1734 г.) и завладява областта. През 1735 г. Австрия признава тази промяна, като заради това получава Парма. Испания може да триумфира, тъй като си е върнала поне част от изгубената империя.
Последният епизод на тази борба е установяването на втория син на Изабела – дон Фелипе в Парма и Пиаченца. Това се случва по време на войната за австрийското наследство (1740 – 1748 г.). Испанците печелят големите победи при Велетри (август 1744 г.) и Басиняно (септември 1745 г.) – продължение на тази при Битонто – които осигуряват крайния успех на акцията. С договора от Аахен Австрия признава тази загуба.